# Isabela z Beaumontu
Isabela z Beaumontu (asi 1320 – 1361) byla anglickou šlechtičnou a nejmladším potomkem Jindřicha z Beaumontu a Alice Comynové.

## Rodina
Isabela se narodila kolem roku 1320. Měla devět starších sourozenců. Isabelinými prarodiči z otcovy strany byli Ludvík z Brienne, vikomt z Beaumontu a vikomtesa Anežka. Jejími prarodiči z matčiny strany byli Alexander Comyn, šerif z Aberdeenu, a Joan Latimerová.

## Manželství a potomci
Isabela se v roce 1337 provdala za Jindřicha z Grosmontu, 1. vévodu z Lancasteru. Měli spolu dvě dcery:
- Maud z Leicesteru (4. dubna 1339 – 10. dubna 1362), manželka Viléma V. z Hainaultu. Byla bezdětná.
- Blanka z Lancasteru (25. března 1345 – 12. září 1369), manželka Jana z Gentu, syna anglického krále Eduarda III. S Janem měla několik dětí. Blanka po sestřině smrti zdědila celé otcovo panství.

Isabela zemřela v roce 1361 v Leicesteru na mor. Pohřbena byla v opatství Newark. Její manžel zemřel také na mor v březnu 1361.
Přes dceru Blanku byla Isabela babičkou anglického krále Jindřicha IV., portugalské královny Filipy z Lancasteru a Alžběty z Lancasteru, vévodkyně z Exeteru.